# Robert Hosp
Robert Hosp (13 de dezembro de 1939 — 5 de outubro de 2021) foi um ex-futebolista suíço que atuava como atacante.

## Carreira
Robert Hosp fez parte do elenco da Seleção Suíça de Futebol, na Copa do Mundo de 1966.